# کریستی اوهایریاکو
کریستی اوهایریاکو (انگلیسی: Christy Ohiaeriaku؛ زادهٔ ۱۳ دسامبر ۱۹۹۶) بازیکن فوتبال است.
وی همچنین در تیم ملی فوتبال زنان نیجریه بازی کرده‌است.